# Zerodur

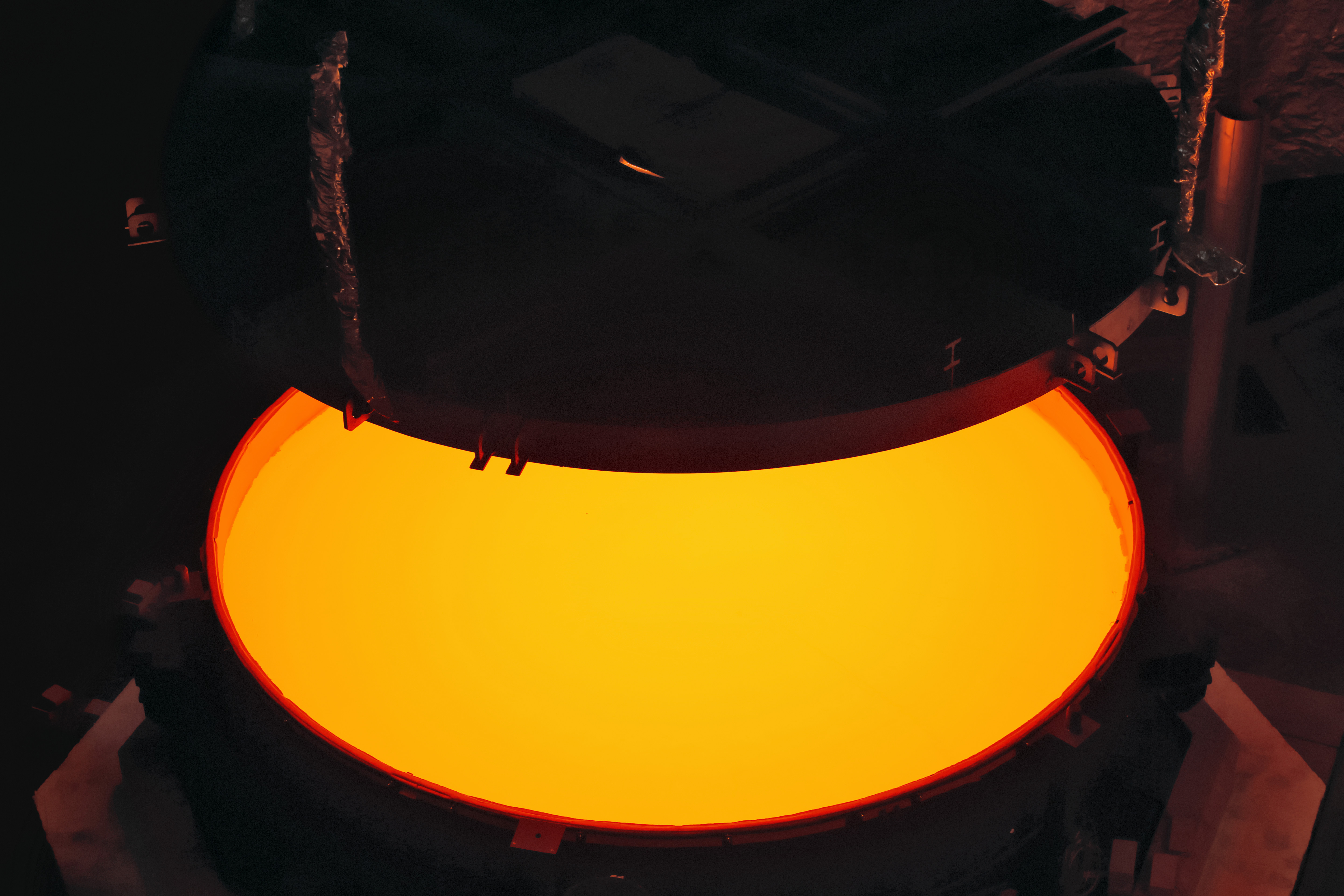
Apertura del molde del espejo secundario de 4 metros de diámetro del Telescopio Extremadamente Grande, fundido con Zerodur. Operación de recocido en la fábrica de Schott AG en Mainz, Alemania.

El Zerodur es un material vitrocerámico, un aluminosilicato de litio fabricado por la empresa Schott AG. Posee una dilatación térmica cercana a cero, y se utiliza para aplicaciones de alta precisión en telescopios ópticos, equipos de microlitografía y sistemas de navegación inercial.

## Aplicaciones

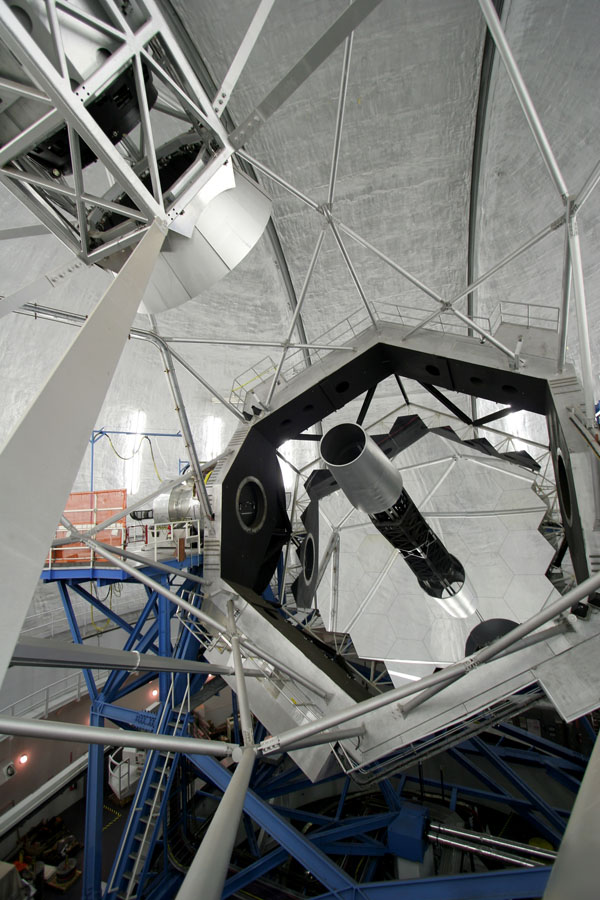
El telescopio del Observatorio W. M. Keck, que muestra el espejo primario segmentado fabricado con Zerodur

Las principales aplicaciones del Zerodur incluyen óptica telescópica en astronomía y aplicaciones espaciales, máquinas de litografía para microchips y pantallas, y sistemas de medición inerciales para navegación.
En astronomía, se utiliza como el sustrato de los espejos en grandes telescopios, como el Hobby-Eberly, el Keck I y Keck II.
el Gran Telescopio Canarias, el telescopio óptico Devasthal,
el VLT del Observatorio Europeo Austral, y el Telescopio Extremadamente Grande (de 39 m de diámetro).
En el espacio se ha utilizado para el espejo primario del telescopio SOFIA, para el generador de imágenes de los satélites de observación terrestre Meteosat, y para el banco óptico de la misión LISA Pathfinder.
En microlitografía, el Zerodur se utiliza en la manipulación de obleas de silicio y en máquinas de escaneado para un posicionamiento preciso y reproducible de las obleas. También se utiliza como componente en óptica refractiva para fotolitografía.
En los dispositivos de medición inerciales, el Zerodur se utiliza en giróscopos láser de anillo.

## Propiedades
El Zerodur tiene un componente sólido amorfo (vítreo) y un componente cristalino. Sus propiedades más importantes son:
- El material presenta una expansión térmica particularmente baja, con un valor medio de 0 ± 0,007×10−6 K−1 en el rango de temperatura de 0 a 50 °C.[24][25]
- Alta homogeneidad tridimensional,[25] con pocas inclusiones, burbujas y estrías internas.
- Dureza similar a la del vidrio borosilicatado.
- Alta afinidad con distintas sustancias de recubrimiento.
- Baja permeabilidad al helio.
- No poroso.
- Buena estabilidad química.
- Tensión de rotura de aproximadamente 0,9 MPa·m1/2.[26][27]

### Propiedades físicas
- Dispersión: (nF - nC) = 0,00967
- Densidad: 2,53 g/cm3 a 25 °C
- Módulo de Young: 9,1×1010Pa
- Coeficiente de Poisson: 0,24
- Calor específico a 25 °C: 0,196cal/(g·K) = 0,82 J/(g·K)
- Dilatación térmica (20 °C hasta 300 °C): 0,05 ± 0,10×10-6/K
- Conductividad térmica: a 20 °C: 1,46W/(m·K)
- Temperatura máxima de aplicación: 600 °C
- Su tenacidad es sustancialmente similar a la de otros vidrios.[28]